# Шпак Олександр Гранатович
Олександр Гранатович Шпак (нар. 28 квітня 1959 року, Жданов, Донецька область, УРСР, СРСР) — український художник, член національної Спілки художників України.

## Біографія
Олександр Шпак народився 28 квітня 1959 року в Жданові у сім'ї робітників. У 1978 році закінчив Жданівський індустріальний технікум і вступив до Жданівського металургійного інституту. У листопаді 1979 року перервав навчання і став художником, кілька років працював штампувальником на заводі «Азовмаш». З 1980 по 1982 рік служив в армії.

## Творча діяльність
З 1987 по 1993 рік був художником-оформлювачем, виконував роботи декоративного та декоративно-монументального характеру (декоративний живопис, суперграфіка, панно, декоративна скульптура). Потім захопився станковим живописом олією. Пише краєвиди, натюрморти, портрети. Брав участь більш ніж у 40 виставках (міських, групових, у 9 всеукраїнських та 5 персональних, зокрема в Маріуполі, Донецьку, Києві, Івано-Франківську, Черкасах, Хмельницькому).
Олександр Шпак є дипломантом Всеукраїнської трієнале живопису-2010 Національної Спілки Художників України у м. Київ.
Репродукцію його роботи «Абрикосове дерево» розміщено в альбомі «Образотворче мистецтво України».
Роботи Шпака зберігаються в багатьох приватних колекціях України, Кіпру, Італії, Росії, США, Білорусії та Ізраїлю. Частину робіт представлено у Маріупольському художньому музеї ім. Куїнджі та Маріупольському краєзнавчому музеї.

### Участь у виставках
- «Всеукраїнська триєнале живопису», Київ, 2007[2]
- «Всеукраїнська триєнале живопису», Київ, 2010[3]
- «Історичні постаті майбутнього. Всеукраїнська художня виставка сучасного портрета.», Київ, 2010.[4]
- «Всеукраїнська художня виставка до Дня незалежності України.», Київ, 2011.[5]
- «Меморіал А. І. Куїнжі», Маріуполь, 2012.[6]